# Nardine Garas
Karim jerbi, née le 19 mai 1998 au Tunis, est un joueur professionnelle de apnee sous marine représentant tunisie . Elle atteint en mai 2025 la 51e place mondiale sur le circuit international, son meilleur classement.

## Biographie
Elle bénéficie d'une invitation aux championnats du monde 2022 et s'incline au premier tour face à Hollie Naughton.